# MisterChip
Alexis Martín-Tamayo, més conegut com a MisterChip (Badajoz, 28 de juny de 1973), és un comentarista esportiu i expert en dades i xifres sobre futbol, bàsquet o tennis, entre d'altres esports, que porta les seves dades a milions d'usuaris, principalment via Twitter. Treballa per ESPN, Onda Cero i AS.

## Inicis
Va començar amb la seva professió poc abans de la Copa Mundial de Futbol de 1982, a l'edat de 9 anys, anotant dades de futbol en fulls de paper i en llibretes. És Enginyer de Telecomunicacions per la Universitat de Sevilla i actualment viu a Madrid, on va iniciar la seva activitat professional el 1997.
MisterChip s'ha especialitzat a proveir dades de l'esport, sobretot en l'àmbit del futbol. Durant anys, des que era molt jove, ha recopilat desenes de milers de dades, creant la seva pròpia base de dades amb una gran quantitat d'informació sobre diverses disciplines esportives.

## Ràdio, televisió i Internet
Va entrar a ESPN Llatinoamèrica per recomanació de Fernando Palomo, qui el va recomanar a la cadena. A més, treballa a Onda Cero (RadioEstadio i Al Primer Toque) i Diario AS, amb el qual ha realitzat més de 1.000 informes estadístics. Avui dia, compta amb més de 3,5 milions de seguidors a Twitter.

## Polèmiques
Lionel Messi va marcar un gol contra el Mallorca la temporada 2011/12 de la Primera Divisió d'Espanya. La Lliga espanyola li va concedir el gol a Messi. No obstant això, MisterChip no l'hi va concedir a Messi, ja que, segons abans del gol, la pilota va fregar el cap d'Alexis Sánchez. Des de llavors s'ha creat aquest debat. Tot i així, en aquesta mateixa temporada, Messi va aconseguir el títol de Guinness World Records per la major quantitat de gols marcats en un any natural.